# 大今良時
大今 良時（おおいま よしとき、1989年3月15日 - ）は、日本の漫画家。女性。

## 来歴
小学生時代、兄が購入した高田裕三の漫画作品『3×3EYES』とゲームの『クロノ・トリガー』が好きで、それらの作品のキャラクターを模写していた。小・中学校時代はコピー用紙に描き、高校時代に初めて原稿用紙に描き始める。高3のときに『週刊少年マガジン』のMGP（マガジングランプリ）に初投稿する。そのときに少年雑誌の決まりごとで、ペンネームを男性風にした。
2008年、第80回週刊少年マガジン新人漫画賞に投稿した『聲の形』で入選。同作は当初、増刊『マガジンSPECIAL』2008年12月号に掲載される予定であったが編集部内の異論を理由に延期となり（詳細は作品項目を参照）、2009年より『別冊少年マガジン』で冲方丁の同名小説を原作とする「マルドゥック・スクランブル」の連載によりデビューした。
2013年、入選作品をリメイクした読み切り『聲の形』が『週刊少年マガジン』12号に掲載され、同年8月7日の同誌36・37合併号より同作の週刊連載が開始。
2014年、大垣市文化連盟賞（生活文化部門）受賞。2015年、第19回手塚治虫文化賞新生賞受賞。第12回大垣市民大賞受賞。
2016年、『週刊少年マガジン』にて『不滅のあなたへ』を連載開始。
2019年、京都アニメーションのスタッフと交友があったことから、京都アニメーション放火殺人事件の被害への支援として、チャリティー色紙を描き下ろしている。同年、『不滅のあなたへ』が第43回講談社漫画賞少年部門を受賞する。

## 人物
- 家族には母と姉と兄がいる。母は手話通訳者であり、少年マガジンで連載されていた作品『聲の形』にも母の協力もあって手話の描写が多く描かれている。また、姉もアシスタントとして手伝うこともある。姉は、『聲の形』担当記者のコミヤマいわく「とても美人」である[6]。
- 『聲の形』のスタッフは3人。
- 仕事中はインド音楽や洋楽を流して作画している。
- 洋画が好きで、インド映画にも注目している。好きな女優はミラ・ジョボビッチで、額の生え際の形の顔が好きである[6]。

## 作品リスト

### 漫画作品

#### 連載
- マルドゥック・スクランブル（原作：冲方丁、『別冊少年マガジン』2009年11月号[7] - 2012年6月号）
- 聲の形（『週刊少年マガジン』2013年36・37合併号[8] - 2014年51号[13]）
- 不滅のあなたへ（『週刊少年マガジン』2016年50号[14] - 2025年27号[15]）

#### 読み切り
- 聲の形（『別冊少年マガジン』2011年2月号） - 第80回週刊少年マガジン新人漫画賞入選[4]。
  - 聲の形（『週刊少年マガジン』2013年12号[8]） - 入選作のリメイク。
- マルドゥック・スクランブル 手紙（原作：冲方丁、『S-Fマガジン』2012年11月号）
- 食べてからのお楽しみだよっ！（『ヤングマガジンサード』2015年Vol.2） - 架空の連載の第100話という設定で描かれた[16]。

### 書籍
- 『マルドゥック・スクランブル』、原作：冲方丁、講談社〈週刊少年マガジンコミックス〉2010年 - 2012年、全7巻
- 『聲の形』、講談社〈講談社コミックスマガジン〉2013年 - 2014年、全7巻
- 『不滅のあなたへ』、講談社〈講談社コミックス〉2017年 - 2025年、全25巻

### その他
- アルスラーン戦記（テレビアニメ、2015年）第十章 エンドカード
- 恋と嘘（テレビアニメ、2017年）第10話 エンドカード
- 「あなたを一言で表してください」の質問が苦手だ。（オリジナルアニメ、2022年）キャラクター原案[17]
- 私のハッシュタグが映えなくて。（オリジナルアニメ、2023年）キャラクター原案[18]